# Toravajo adzsossi
A Toravajo adzsossi (hangul: 돌아와요 아저씨, RR: Dorawayo ajeossi), angol címén Please Come Back, Mister 2016-ban az SBS csatornán bemutatott dél-koreai dorama, fantasy-vígjáték sorozat Rain, Im Ingvon (Kim In-gwon), Kim Szuro (Kim Su-ro), O Jonszo (Oh Yeon-seo), I Mindzsong (Lee Min-jeong), I Hani (Lee Ha-nui), Cshö Vonjong (Choi Won-yeong) és Jun Bak (Yun Bak) főszereplésével. A sorozatot Aszada Dzsiró: Mr. Tsubakiyama's Seven Days című regénye alapján készítették.

## Történet
Kim Jongszu (Kim Yeongsu) egész élete a munkája körül forog. Egy bevásárlóközpont női ruhaosztályának részlegvezetőjeként állandó stresszben él, feleségével, Dahjéval (Dahyéval) egyre többet veszekszenek, mert a férfi sosincs otthon, és ha haza is megy, általában ittas. Egyik éjjel a munkamániás Jongszu (Yeongsu) észreveszi, hogy a pláza tetején félig levált a reklámmolinó, és úgy dönt, maga igazítja meg. Közben azonban megcsúszik és lezuhanva szörnyet hal.
Ugyanezen az éjszakán a testi sértésért korábban elítélt, de jó útra tért étteremtulajdonos Han Githak (Han Gi-tak) utolsó szívességet tesz tinikori szerelmének, a hányatott sorsú Szong Ijon (Song I-yeon) színésznőnek, akit volt férje akar botrányba keverni, hogy így bántsa. Mikor azonban találkoznak, lesifotósok képeket készítenek róluk, amelyek még inkább aláásnák a már így is mélyre csúszott színésznő hírnevét, ezért Githak (Gitak) üldözőbe veszi a fotósokat, de autóbalesetet szenved és meghal.
Jongszu (Yeongsu) és Githak (Gitak) az élet és halál mezsgyéjén találkoznak és összebarátkoznak. Mindkettőjüket felszállítják a mennybe induló vonatra, azonban Jongszu (Yeongsu) képtelen elfogadni, hogy egyedül kell hagynia feleségét és kislányát, és Githak (Gitak) társaságában kiugrik a vonatból. Az Újjászületési Központban landolnak, ahol egy Maja (Maya) nevű égi munkatárs aláíratja velük a visszatérési megállapodást. Egy hónapot kapnak az ügyeik rendezésére, és mivel már meghaltak, a saját testükbe nem térhetnek vissza. Jongszu (Yeongsu) egy jóképű, izmos fiatal férfiként tér vissza, Githak (Gitak)nak azonban női testet tervez az égi számítógép. A szabály az, hogy nem állhatnak bosszút, nem fedhetik fel a kilétüket és nem avatkozhatnak bele mások életébe. Ez azonban nagyon nehéz, hiszen mind Jongszu (Yeongsu) családja, mind Githak (Gitak) szerelme nagyon szenvednek, és a két visszatérő elhatározza, hogy egymást segítve helyrehozzák a haláluk okozta gondokat. Közben azonban kiderül, hogy a számítógép véletlenül egy létező személy, I Hedzsun (Lee Hae-jun) testét tervezte meg Jongszu (Yeongsu) számára, a férfi pedig épp útban van haza Amerikából, hogy átvegye a pláza vezetését, aminek egyvalaki nem örül még: Csha Dzseguk (Cha Jae-guk), a féltestvére, aki Githak (Gitak) szerelmének volt férje.

## Szereplők

### Főszereplők
- Rain: I Hedzsun/Kim Jongszu (Lee Hae-jun/Kim Yeong-su)
- O Jonszo (Oh Yeon-seo): Han Hongnan/Han Githak (Han Gi-tak)
- Im Ingvon (Kim In-gwon): Kim Jongszu (KIm Yeongsu)
- Kim Szuro (Kim Su-ro): Han Githak (Han Gi-tak)
- I Mindzsong (Lee Min-jeong): Sin Dahje (Sin Dahye), Kim Jongszu (KIm Yeongsu) felesége
- I Hani (Lee Ha-nui): Szong Ijon (Song I-yeon), színésznő
- Cshö Vonjong (Choi Won-yeong): Csha Dzseguk (Cha Jae-guk), Szong Ijon (Song I-yeon) volt férje
- Jun Bak (Yun Bak): Csong Dzsihun (Jeong Ji-hun), Kim Jongszu (KIm Yeongsu) munkatársa

### További szereplők
- I Thehvan (Lee Tae-hwan): Cshö Szungdzse (Choi Seungjae), Han Githak (Han Gi-tak) tanítványa
- Pak Inhvan (Park In-hwan): Kim Nogap, Kim Jongszu (KIm Yeongsu) apja
- I Re (Lee Re): Hanna, Kim Jongszu (KIm Yeongsu) lánya
- Ra Miran: Maja (Maya), a Mennybe vezető vasútállomás dolgozója, az Újjászületési Központ munkatársa

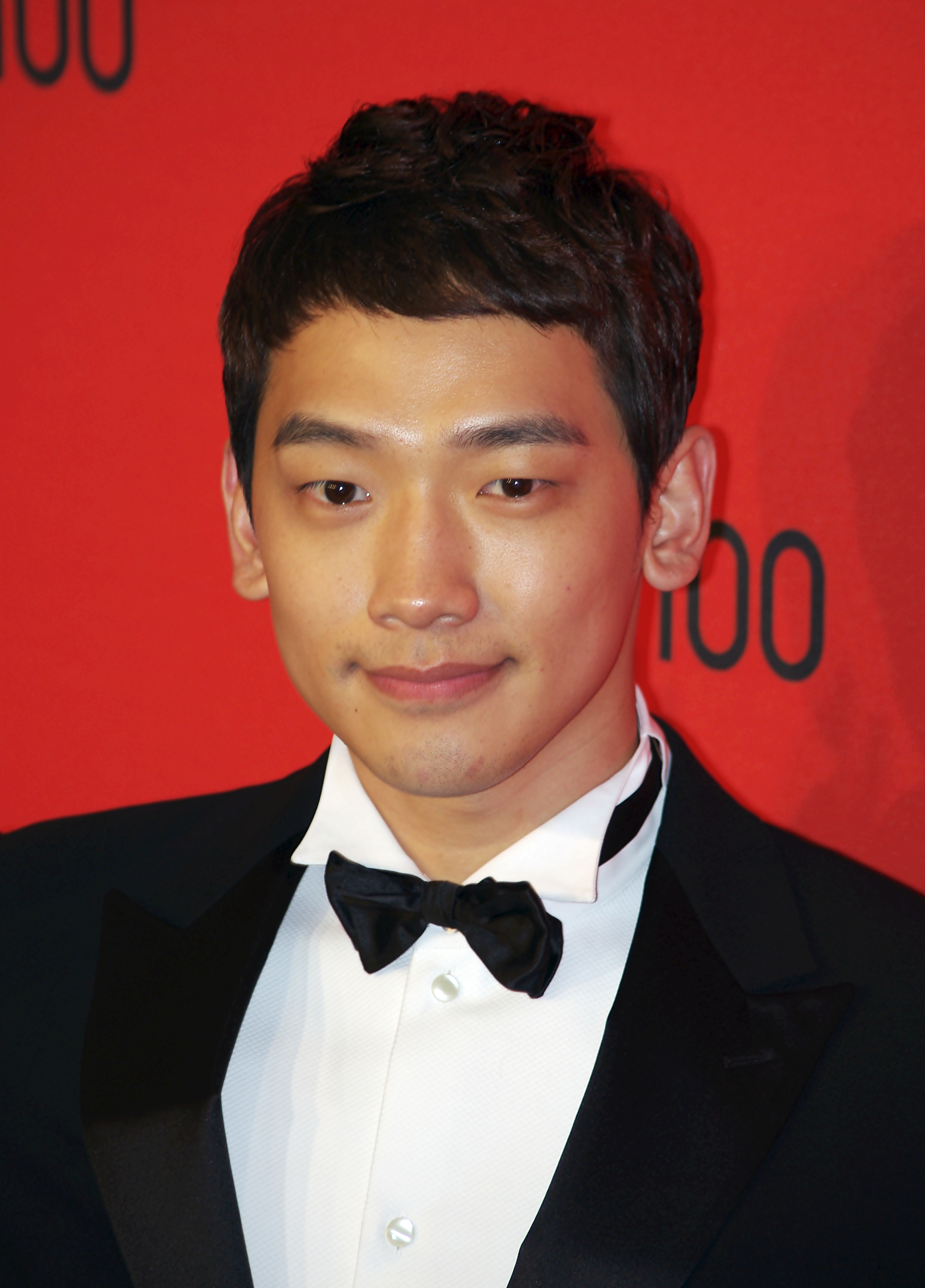
Rain
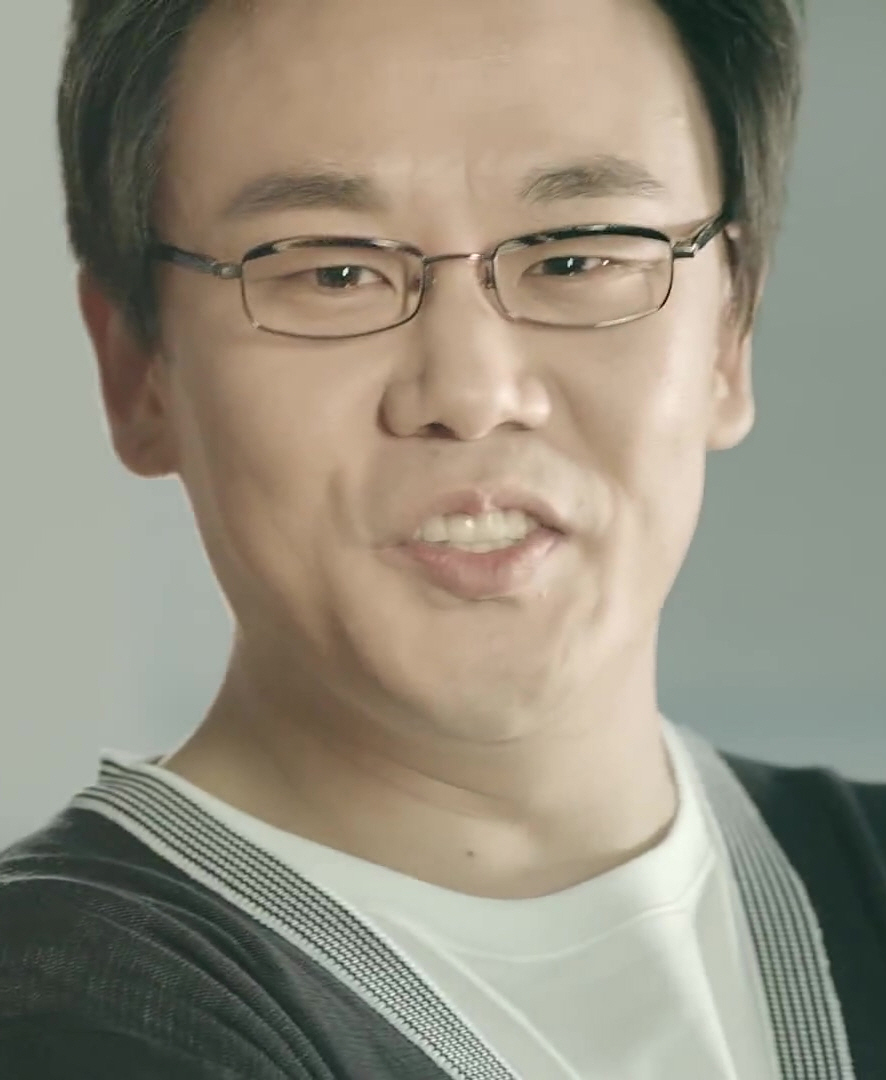
Im Ingvon (Kim In-gwon)
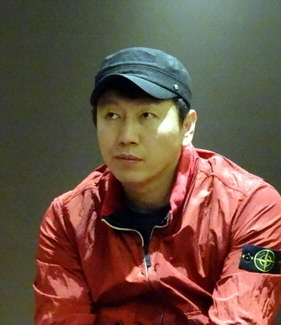
Kim Szuro (Kim Su-ro)
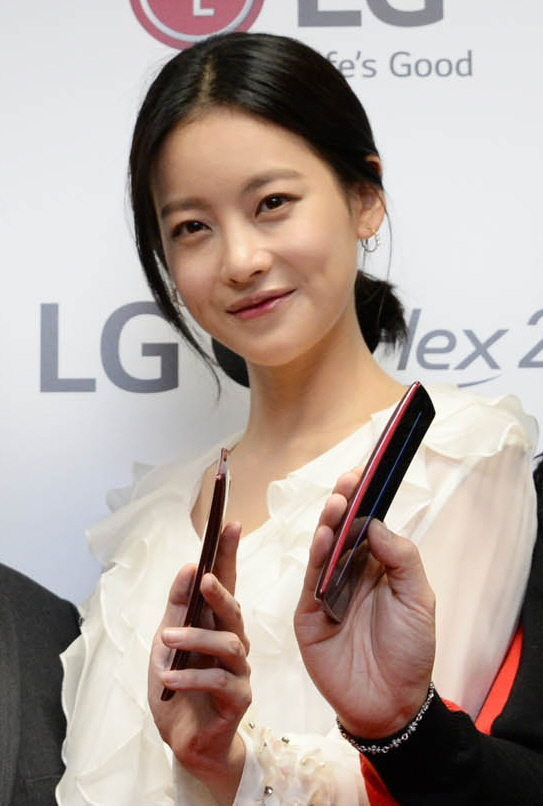
O Jonszo (Oh Yeon-seo)
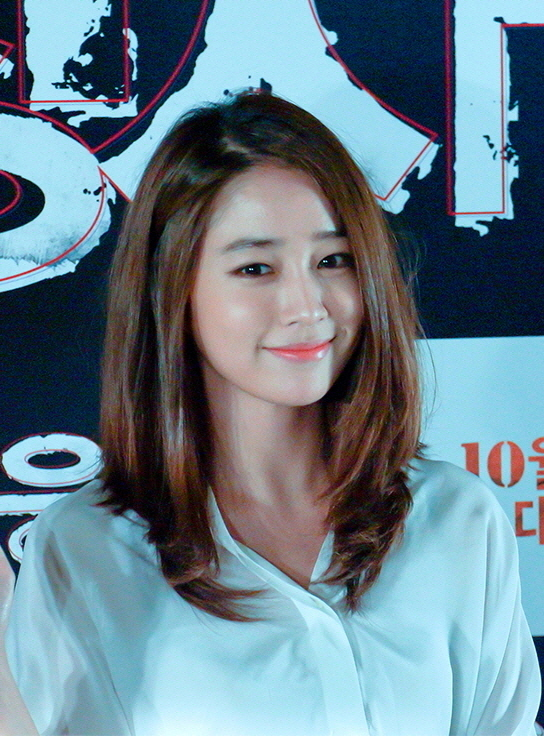
I Mindzsong (Lee Min-jeong)
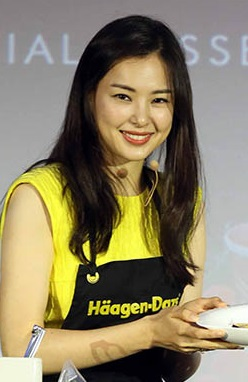
I Hani (Lee Ha-nui)